# Sidonia-orde
De Sidonia-orde (Duits: Königlich Sächsischer Sidonienorden) werd in 1870 door koning Johan van Saksen gesticht om "niet alleen de herinnering aan de vrome gemalin van hertog Albrecht de Goede levend te houden maar ook als teken van dankbaarheid te dienen voor het zegenrijke werk van veel vrouwen en maagden die in oorlog én vredestijd vrijwillig en uit naastenliefde op stille, maar vaderlandslievende, wijze anderen bijstaan". De orde beoogde ook "in komende tijden tot zulke naastenliefde op te roepen".
Saksen kende tot op dat moment geen ridderorde die ook aan vrouwen kon worden verleend. Deze damesorde voorzag in die behoefte.
De Orde werd door de koning van Saksen verleend en werd bij voorkeur aan Saksische vrouwen, getrouwd of vrijgezel, verleend.
Het kruis werd op de linkerborst aan een zijden strik gedragen. Bij uitzondering werd het kruis ook aan een grootlint verleend en aan dat lint op de linkerheup gedragen.

## Uitvoering
Het kleinood van de orde is een massief gouden of verguld zilveren kruis van Malta met als verhoging een onbeweeglijk daarmee verbonden gekroond gouden monogram met daarin de letter "D" voor Sidonie. Het monogram draagt een kleine gouden beugelkroon. Aan de achterzijde van het monogram bevond zich een gouden gesp waarmee het kleinood aan de strik wordt vastgemaakt. Op de vier wit-geëmailleerde armen is op de voorzijde een gouden heraldische "Rautenkrone" of krans van wijnruit, het symbool van het Huis Wettin, gelegd.
De keerzijde van het kleinood laat in het medaillon het Saksische wapen zien. Op de blauwe ring om het witte medaillon is het jaartal van de stichting van deze orde "1870" te lezen. Verder is de ring met gouden arabesken beschilderd. Op de achterzijde is geen ruitenkroon gelegd, men ziet daar dan ook de vier tussen de armen van het kruis liggende verdikkingen van de onversierde achterzijde.
In het kruis is een portret van hertogin Sidonia (1449 - 1510), (Duits: Sidonie; Tsjechisch: Zdenka) opgenomen. Zij is de stammoeder van de Albertijnse (Koninklijke) tak van het Huis Wettin.
Het portret van de Saksische hertogin beeldt haar af als oudere vrouw met een muts op het hoofd. Het portretje is van goud en het werd apart gegoten en op het emaillen oppervlak van het kleinood bevestigd.

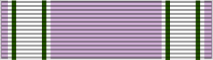
Lint van de Orde

 Het kruis bestaat in twee uitvoeringen die alleen in grote verschillen. Aan het grootlint werd een groter kruis gedragen. Dit kruis werd dan op de linkerheup op een strik bevestigd. De kruisen bestaan uit vijf onderdelen. Het middendeel is hol.
Omdat de kruisen aan het hof werden geleverd was er geen verplichting om ze te laten keuren. Jaarletters en gehaltestempels ontbreken dan ook op de kruisen. Men kan er wel het stempel van een Koninklijk Saksisch hofjuwelier op aantreffen. De "R" van Rösner en de "S" van Scharffenberg komen op tal van Saksische eretekens voor. Buiten Saksen zijn waarschijnlijk geen kruisen vervaardigd omdat daarnaar weinig vraag bestond.
In november 1918 trad de laatste koning van Saksen af en werd de orde, die slechts 97 maal was toegekend, afgeschaft.